# Soutelo (Forcarey)
Soutelo de Montes es un pueblo de la parroquia de Magdalena, en el ayuntamiento de Forcarey, siendo la mayor entidad de este ayuntamiento. Según el IGE en 2008 tenía 454 habitantes, 37 más que en el año 2000.

## Demografía
Evolución de la población de Soutelo de Montes desde el año 2000:

## Fiestas y celebraciones
- Festa do cogomelo, en noviembre.
- Fiesta del Gaitero, en memoria de Avelino Cachafeiro, 18 de agosto 1973.

### Lugares de Magdalena de Montes
| Lugares de la parroquia de Magdalena de Montes en el ayuntamiento de Forcarey (provincia de Pontevedra)                      |
| --- |
| Ameixeiras \| Os Codesás \| A Graña \| A Madalena \| San Xusto \| Sanguñedo \| Soutelo de Montes \| Trasdomonte \| Ventosela |

- Datos: Q12400681